# Mangora lactea
Mangora lactea är en spindelart som beskrevs av Cândido Firmino de Mello-Leitão 1944. 
Mangora lactea ingår i släktet Mangora och familjen hjulspindlar. Inga underarter finns listade i Catalogue of Life.